# Kahale
 (mars 2010).
Si vous disposez d'ouvrages ou d'articles de référence ou si vous connaissez des sites web de qualité traitant du thème abordé ici, merci de compléter l'article en donnant les références utiles à sa vérifiabilité et en les liant à la section « Notes et références ».
Kahale (arabe : كحالة) est un village libanais situé dans le caza d'Aley qui se repose sur une des collines du Mont Liban.
Kahale compte aujourd'hui plus de 13 000 habitants sur une superficie de 5 millions de mètres carrés.
Ce village reconnu pour ces jeunes renommés en arabe « chabeb el kou3 » ou en français les jeunes du virage, et cela pour leur vaillance et courage durant les cinq dernières décennies.

## Historique
Lors de l'essor spectaculaire de Jamal Abd El Nasser dans le Moyen-Orient et plus précisément dans le monde arabe, et durant sa visite à la Syrie, des gigantesques manifestations islamiques s'organisait à Beyrouth, et cela afin de diminuer le pouvoir présidentiel détenu par les chrétiens depuis, pour rendre visite au dirigeant égyptien en Syrie.
Lors du passage des troupes islamiques à travers le virage de kahale sur la rue de Damas acheminant à la Syrie, les habitants menacèrent les troupes islamiques de ne pas revenir de Damas à travers leur village.
Mais, désormais les troupes ne répondirent aux menaces et à leur retour ce fut un massacre de plusieurs dizaines de morts et cela durant le mandat du président Chamoun <leader chrétien>.
Et depuis Kahale fut le symbole de la chrétienté au Moyen-Orient.
En 2006, à la suite des caricatures du prophète au Danemark, une manifestation eut lieu à Tabariss <rue luxieuse de Beyrouth > afin de bruler l'ambassade danoise au Liban.
Lors de leur retour sur la rue de Damas en passant par le virage de Kahale, les manifestants seront surpris par les jeunes de kahale ayant bloqué leur passage et tiré des coups de feu en air. 

## Religion
Le village a trois églises :
- Mar Elias (مار الياس)
- Our Lady (السيدة)
- Mar Antonios (مار انطونيوس)

Le 16 août 2010 un miracle attribué à Saint Charbel se produisit à la maison de Tante Jacline Bejjani qui retrouva l'usage de ses jambes. Depuis, de nombreuses guérisons continuent d'avoir lieu et les fidèles réguliers se font de plus en plus nombreux. Il est possible de venir assister à des célébrations en l'honneur du saint tous les vendredis et samedis soir à partir de 6 h 30. Magnifiquement aménagé, le Mazar Mar Charbel est ouvert aux visiteurs tous les jours afin que les croyants puissent s'y recueillir et prononcer leurs vœux. À noter que la statue miraculeuse du saint suinte de l'huile tous les 16 du mois et qu'une grande cérémonie est organisée en ce jour.

## Familles dominantes
On peut compter huit familles dominantes à Kahale : 
1. Bejjani
2. Abi Khalil
3. Ashkar
4. Feghaly
5. Moukarzel
6. Rizkallah
7. Zoghbi
8. Jbeili

## Jumelage
Kahale a été jumelée par la ville française Vierzon (France). 